# Фінал клубного чемпіонату світу з футболу 2025
Фінал Клубного чемпіонату світу з футболу 2025 — фінальний матч клубного чемпіонату світу 2025 року, який організовано ФІФА. Матч відбувся 13 липня 2025 року на Мет-Лайф Стедіум у місті Іст-Резерфорд між англійським клубом «Челсі» та французьким «Парі Сен-Жермен». Це перший фінал у якому взяли участь дві європейські команди.
Перемогу в матчі здобув «Челсі» з рахунком 3–0 та вдруге виграв клубний чемпіонат світу з футболу.

## Стадіон
28 вересня 2024 року ФІФА обрала місцем проведення фіналу «Мет-Лайф Стедіум» у місті Іст-Резерфорд, штат Нью-Джерсі, за 8 км на захід від Нью-Йорка. На цій арені відбудеться фінальна гра чемпіонату світу 2026 року. «Мет-Лайф Стедіум» домашня арена одразу для двох команд НФЛ: «Нью-Йорк Джаєнтс» та «Нью-Йорк Джетс». На стадіоні у 2016 році відбувся фінал Столітнього кубка Америки з футболу.

## Учасники
| Команда         | Конфедерація | Кваліфікація на турнір                                                        | Попередні виступи (жирним шрифтом виділені перемоги) |
| --------------- | ------------ | ----------------------------------------------------------------------------- | ---------------------------------------------------- |
| Челсі           | УЄФА         | Переможець Ліги чемпіонів УЄФА 2020—2021                                      | КЧС: 2 (2012, 2021)                                  |
| Парі Сен-Жермен | УЄФА         | Друга найкраща команда, що має право на участь, у чотирирічному рейтингу УЄФА | Дебют                                                |

## Шлях до фіналу
| Команда | І | О |
| ------- | - | - |
| Челсі   | 3 | 6 |

| Команда         | І | О |
| --------------- | - | - |
| Парі Сен-Жермен | 3 | 6 |

## Матч

### Деталі
| 13 липня 2025 3:00 EDT |

| Челсі                              | 3–0      | Парі Сен-Жермен |
| ---------------------------------- | -------- | --------------- |
| - Палмер 22', 30' - Жуан Педро 43' | Протокол |                 |

| Мет-Лайф Стедіум, Іст-Резерфорд Глядачів: 81 118 Арбітр: Аліреза Фагані (Австралія) |

| Челсі | Парі Сен-Жермен |

| ВР           | 1  | Роберт Санчес        |     |     |
| ЗХ           | 27 | Мало Гюсто           | 40' |     |
| ЗХ           | 23 | Трево Чалоба         |     |     |
| ЗХ           | 6  | Леві Колвілл         | 81' |     |
| ЗХ           | 3  | Марк Кукурелья       |     |     |
| ПЗ           | 24 | Ріс Джеймс (к)       |     | 77' |
| ПЗ           | 25 | Мойсес Кайседо       | 36' |     |
| ПЗ           | 10 | Коул Палмер          |     |     |
| ПЗ           | 8  | Енцо Фернандес       |     | 61' |
| НП           | 7  | Педру Нету           | 34' | 77' |
| НП           | 20 | Жуан Педро           |     | 67' |
| Запасні:     |    |                      |     |     |
| ВР           | 12 | Філіп Йоргенсен      |     |     |
| ВР           | 39 | Майк Пендерс         |     |     |
| ВР           | 44 | Гебріел Слоніна      |     |     |
| ЗХ           | 4  | Тосін Адарабіойо     |     |     |
| ЗХ           | 19 | Мамаду Сарр          |     |     |
| ЗХ           | 30 | Аарон Ансельміно     |     |     |
| ЗХ           | 34 | Джош Ачімпонг        |     |     |
| ПЗ           | 17 | Андрей Сантос        |     | 61' |
| ПЗ           | 22 | Кірнан Дьюзбері-Голл |     | 77' |
| ПЗ           | 45 | Ромео Лавія          |     |     |
| НП           | 9  | Ліам Делап           |     | 67' |
| НП           | 15 | Ніколя Джексон       |     |     |
| НП           | 18 | Крістофер Нкунку     |     | 77' |
| НП           | 32 | Тайрік Джордж        |     |     |
| НП           | 38 | Марк Гію             |     |     |
| Тренер:      |    |                      |     |     |
| Енцо Мареска |    |                      |     |     |

| ВР          | 1  | Джанлуїджі Доннарумма |       |     |
| ЗХ          | 2  | Ашраф Хакімі          |       | 73' |
| ЗХ          | 5  | Маркіньйос (к)        |       |     |
| ЗХ          | 4  | Лукас Бералдо         |       |     |
| ЗХ          | 25 | Нуну Мендіш           | 90+4' |     |
| ПЗ          | 17 | Вітінья               |       |     |
| ПЗ          | 87 | Жуан Невіш            | 86'   |     |
| ПЗ          | 8  | Фабіан Руїс           |       | 73' |
| НП          | 14 | Дезіре Дуе            |       | 73' |
| НП          | 10 | Усман Дембеле         | 87'   |     |
| НП          | 7  | Хвіча Кварацхелія     |       | 58' |
| Запасні:    |    |                       |       |     |
| ВР          | 39 | Матвій Сафонов        |       |     |
| ВР          | 80 | Арнау Тенас           |       |     |
| ЗХ          | 3  | Преснель Кімпембе     |       |     |
| ЗХ          | 43 | Ноам Камара           |       |     |
| ПЗ          | 19 | Лі Канін              |       |     |
| ПЗ          | 20 | Габріел Москардо      |       |     |
| ПЗ          | 24 | Сенні Меюлю           |       | 73' |
| ПЗ          | 33 | Воррен Заїр-Емері     |       | 73' |
| НП          | 9  | Гонсалу Рамуш         |       | 73' |
| НП          | 29 | Бредлі Баркола        |       | 58' |
| НП          | 49 | Ібраїм Мбає           |       |     |
| Тренер:     |    |                       |       |     |
| Луїс Енріке |    |                       |       |     |

| Гравець матчі: Коул Палмер (Челсі) Помічники судді: Антон Щетинін (Австралія) Ешлі Бічем (Австралія) Четвертий арбітр: Факундо Тельйо (Аргентина) Резервний асистент: Габріель Чаде (Аргентина) Відеоасистент арбітра: Бастіан Данкерт (Німеччина) Помічники відеоасистента: Татьяна Гусман (Нікарагуа) Іван Бебек (Хорватія) | Регламент - 90 хвилин основного часу. - 30 хвилин додаткового часу за необхідності. - Післяматчеві пенальті якщо рахунок ще рівний. - Максимум п'ятнадцять запасних. - Не більше п'яти замін, з доданням шостої заміни у випадку екстра-таймів |

### Статистика
| Статистика            | Челсі | Парі Сен-Жермен |
| --------------------- | ----- | --------------- |
| Голи                  | 3     | 0               |
| Удари по воротах      | 9     | 9               |
| Удари в площину воріт | 5     | 6               |
| Володіння м'ячем      | 34%   | 66%             |
| Кутові                | 3     | 5               |
| Порушення             | 15    | 12              |
| Офсайди               | 3     | 2               |
| Жовті картки          | 4     | 2               |
| Червоні картки        | 0     | 1               |